# Pterygota alata
Pterygota alata är en malvaväxtart som beskrevs av Robert Brown. Pterygota alata ingår i släktet Pterygota och familjen malvaväxter. Utöver nominatformen finns också underarten P. a. irregularis.

## Bildgalleri

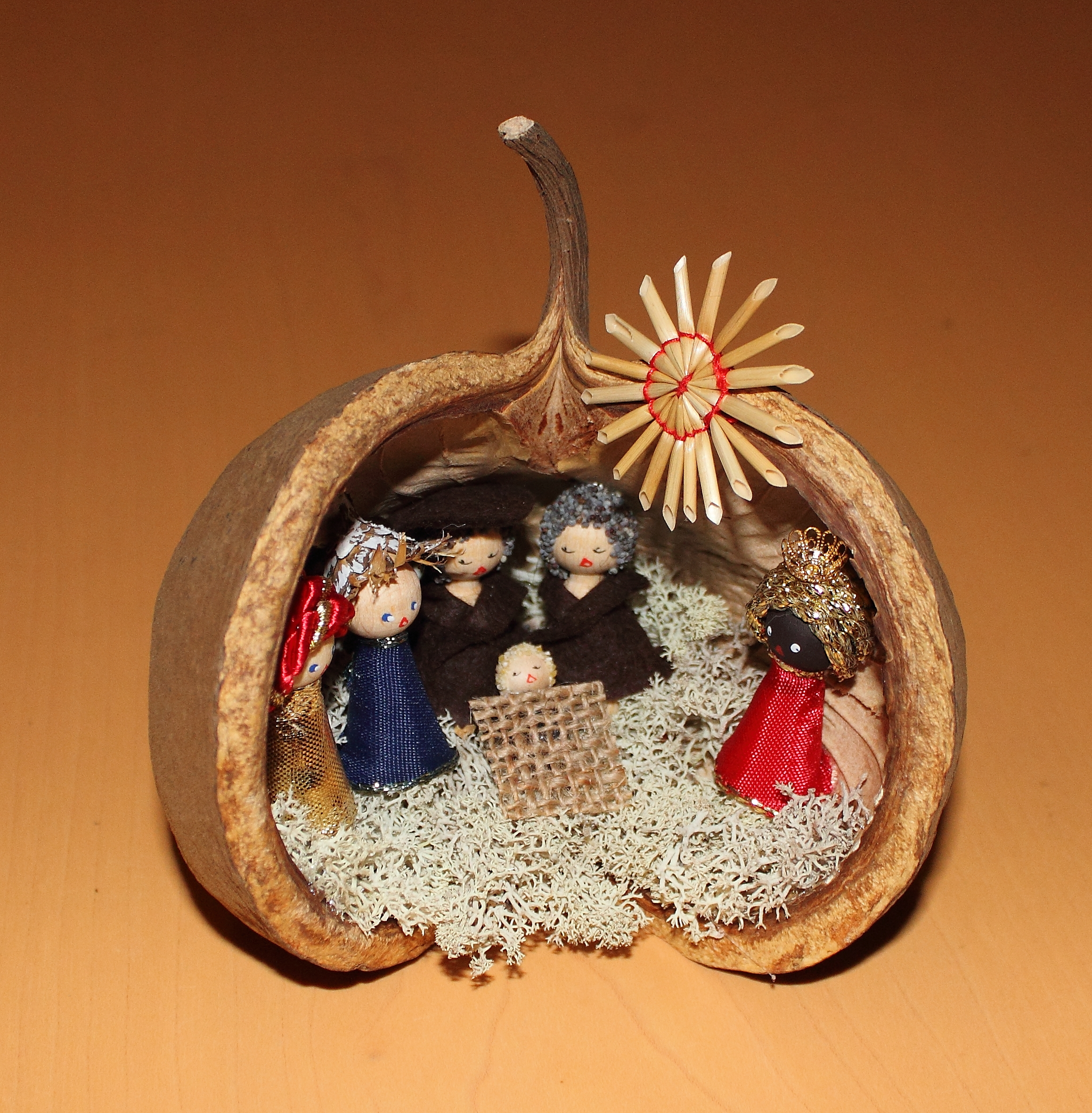